# فرانكو دي بيكولي
فرانكو دي بيكولي (بالإيطالية: Francesco De Piccoli)‏ (مواليد 29 نوفمبر 1937) هو ملاكم إيطالي، مثّل بلاده في الألعاب الأولمبية الصيفية 1960 وحقق الميدالية الذهبية في فئة الوزن الثقيل.

## روابط خارجية
فرانكو دي بيكولي على موقع بوكس ريك (الإنجليزية) (registration required)
- فرانكو دي بيكولي على موقع اللجنة الأولمبية الدولية (الإنجليزية)
- فرانكو دي بيكولي على موقع أوليمبيديا (الإنجليزية)
- فرانكو دي بيكولي على موقع اللجنة الأولمبية الإيطالية (الإيطالية)